# Sollers SA
Sollers SA6/SA9 — серия автобусов дальнего следования, представленных в 2024 году компанией Sollers.

## Описание
Сборка автобусов Sollers SA6 и Sollers SA9 началась в сентябре 2024 года на бывшем заводе компании Mazda во Владивостоке. Фотографии автобусов были опубликованы в Telegram-канале «РБК Приморье». Церемонию начала производства автобусов 4 сентября 2024 года посетил первый вице-премьер Денис Мантуров.
Sollers SA6 и Sollers SA9 являются первыми за долгое время туристическими автобусами, выпускающимися в России. Конструктивно они являются аналогами автобусов Ankai A6 и Ankai A9, представленных в 2018 году на выставке Busworld Russia. Заявленная производственная мощность составляет до 1500 автобусов в год.
Старт продаж намечен на декабрь 2024 года.

## Конструкция

### Sollers SA6
В салоне Sollers SA6 имеются сиденья с регулируемым наклоном спинок и комбинированной отделкой, включая систему кондиционирования воздуха.

### Sollers SA9
В комплектацию Sollers SA9 входят ABS, ASR, ESC, круиз-контроль, система видеонаблюдения снаружи и внутри, система предупреждения о выезде из полосы движения, контроль «слепых зон», система предупреждения о лобовом столкновении и система кондиционирования воздуха. В салоне имеются сиденья с регулируемым наклоном спинок и комбинированной отделкой, объёмные багажные полки, система атмосферного освещения (тёплый или холодный свет) со светодиодной подсветкой, дефлекторы вентиляции и подсвечиваемые USB-розетки. Возможна установка холодильников и санузла.

## Технические характеристики
Автобусы Sollers SA6 и Sollers SA9 оснащаются шестицилиндровыми дизельными двигателями Weichai Power экологического класса Евро-5, заявленная мощность которых составляет от 245 до 370 л. с., в зависимости от модификации. Двигатели сочетаются в паре с шестиступенчатой механической трансмиссией. Гарантия составляет 2 года или 150000 км.

## Модификации
- Sollers SA6 — междугородные автобусы среднего и большого классов длиной, соответственно, 9 и 12 метров с двигателями мощностью, соответственно, 245 и 330 л. с.[18] Вместимость автобуса среднего класса составляет 35 человек, а большого — 51 человек. В зависимости от класса автобуса, объём багажного отсека варьируется от 3,3 до 6,3 м3[19].
- Sollers SA9 — туристический автобус большого класса длиной 12 метров с двигателем мощностью 370 л. с. Вместимость — 51 человек (c учётом санузла — 49 человек). Объём багажного отсека составляет до 9,1 м3[20].